# Ottenthal
Ottenthal osztrák község Alsó-Ausztria Mistelbachi járásában. 2021 januárjában 537 lakosa volt.

## Elhelyezkedése

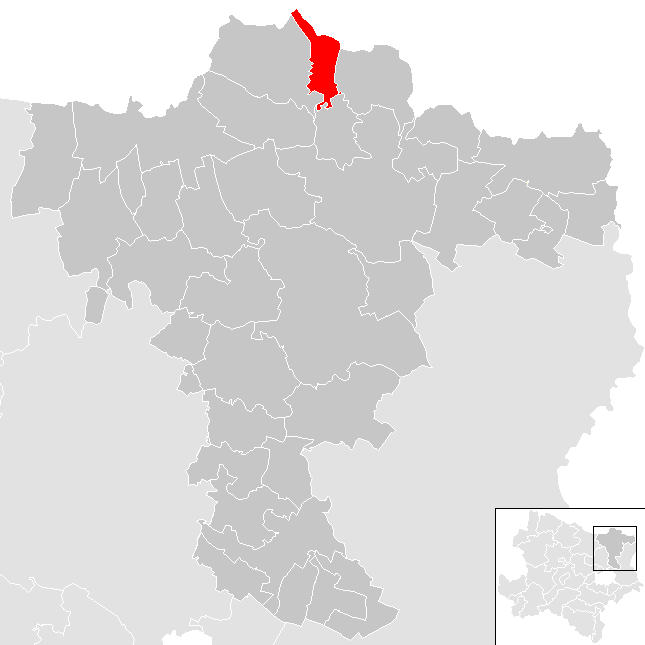
Ottenthal a Mistelbachi járásban

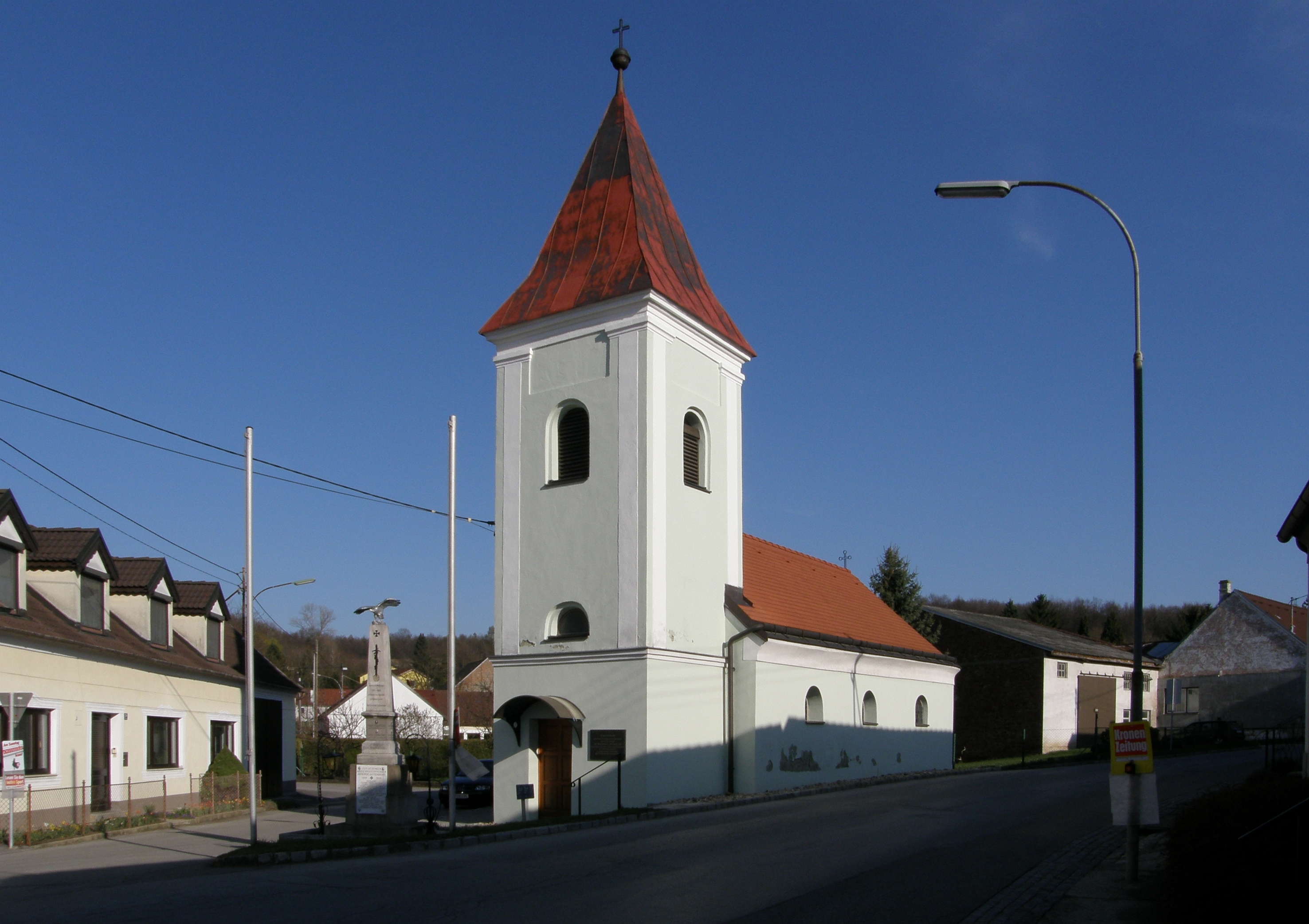
A guttenbrunni Szt. Ferenc-kápolna

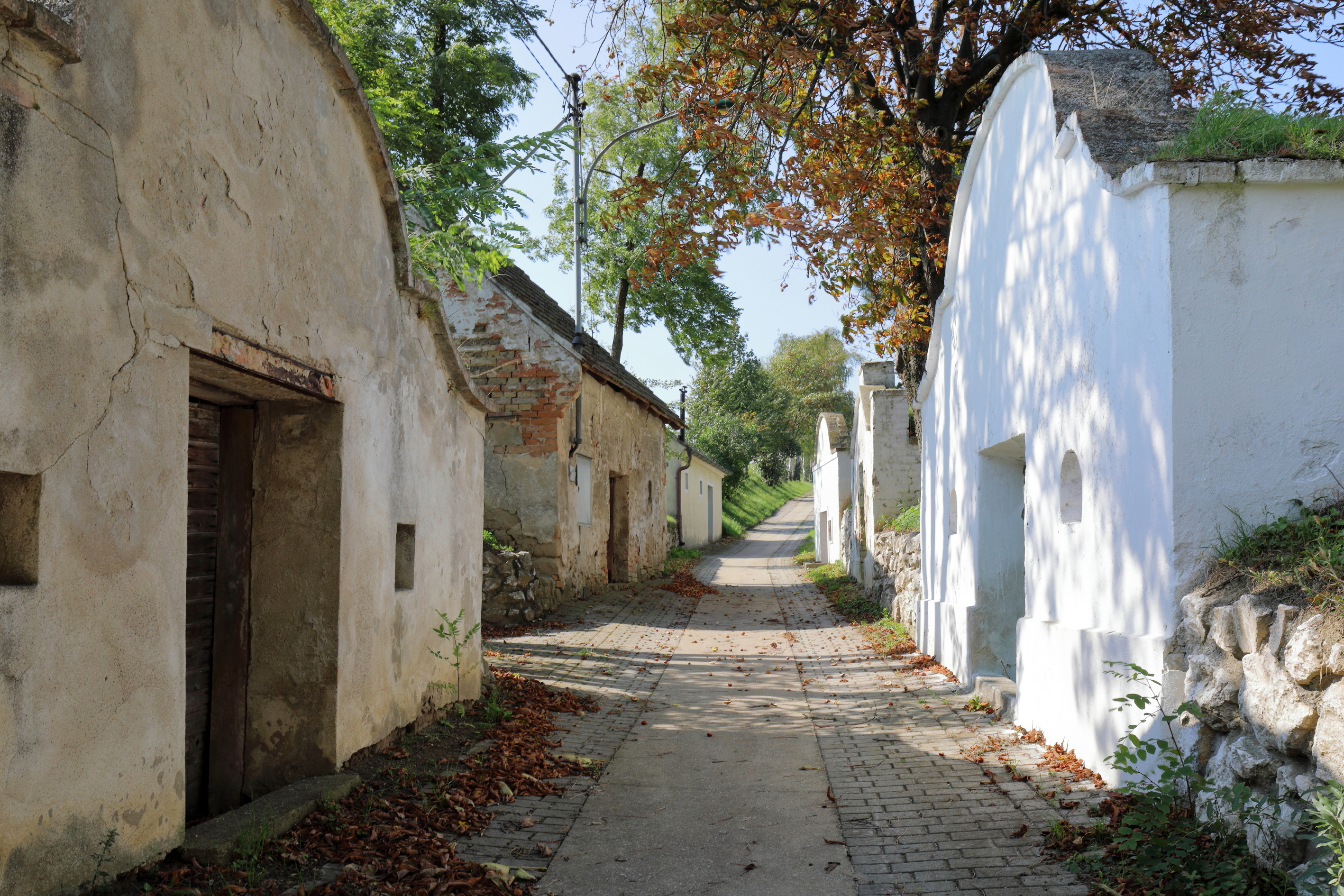
Ottenthali pincesor

Ottenthal a tartomány Weinviertel régiójában fekszik a Weinvierteli-dombságon, az Ottenthaler Bach patak mentén, a cseh határnál. Területének 5,3%-a erdő, 87,1% áll mezőgazdasági művelés alatt. Az önkormányzat két települést, illetve településrészt egyesít: Guttenbrunn (118 lakos 2021-ben) és Ottenthal (419 lakos).
A környező önkormányzatok: keletre Drasenhofen, délre Falkenstein, nyugatra Wildendürnbach, északra Dobré Pole és Březí u Mikulova, északkeletre Mikulov (utóbbi három Csehországban).

## Története
Ottenthalt egy 1140-es adománylevélben említik először, Guttenbrunnt pedig 1265-ben. Temploma 1334-ben szerepel először az írott forrásokban. Ottenthal 1590-ig a falkensteini, utána a poysbrunni uradalom alá tartozott.
A harmincéves háború során 1645-ben a svédek kifosztották a két falut, 1679/80-ban pedig pestis vitte el a lakosság jelentős hányadát. Guttenbrunn 25 házában csak kettőben maradt lakott.
A második világháború végén, 1945. április 22-én a Vörös Hadsereg ellenállás nélkül foglalta el a falut. A szovjet katonák rekviráltak és néhány helyi lakost agyonlőttek, akik a lányaikat akarták védeni a megerőszakolástól. A katonák május végéig tartották megszállva a községet, amelyet ezután cseh partizánok fosztogattak.
A Ottenthal és Guttenbrunn 1989-ben vált önálló községgé, korábban Falkenstein részei voltak.

## Lakosság
Az ottenthali önkormányzat területén 2020 januárjában 537 fő élt. A lakosságszám 1910-ben érte el csúcspontját 1184 fővel, azóta csökkenő tendenciát mutat. 2018-ban az ittlakók 97,9%-a volt osztrák állampolgár; a külföldiek közül 0,2% a régi (2004 előtti), 0,6% az új EU-tagállamokból érkezett. 1,1% az egykori Jugoszlávia (Szlovénia és Horvátország nélkül) vagy Törökország, 0,2% egyéb országok polgára volt. 2001-ben a lakosok 96,5%-a római katolikusnak, 3,2% pedig felekezeten kívülinek vallotta magát. Ugyanekkor a németeken (98,2%) kívül 2 cseh (0,3%) élt a községben.
A népesség változása:

| 2016 | 574 |
| 2018 | 544 |

## Látnivalók
- a Szt. Márton-plébániatemplom
- a guttenbrunni Szt. Ferenc-kápolna
- a zeiserlbergi természetvédelmi területen található a tátorján egyedüli ausztriai élőhelye.

## Fordítás
- Ez a szócikk részben vagy egészben  az   Ottenthal című német Wikipédia-szócikk ezen változatának fordításán alapul.  Az eredeti cikk szerkesztőit annak laptörténete sorolja fel. Ez a jelzés csupán a megfogalmazás eredetét és a szerzői jogokat jelzi, nem szolgál a cikkben szereplő információk forrásmegjelöléseként.